# گاگینتسه
گاگینتسه (به صربی: Gagince) یک منطقهٔ مسکونی در صربستان است که در لسکواس واقع شده‌است. گاگینتسه ۱۳۲ نفر جمعیت دارد.